# Walter Raschka
Walter Raschka (* 11. November 1891 in Teschen; † 15. März 1971 in Wien) war ein österreichischer Architekt.

## Leben
Walter Friedrich Ludwig Raschka wurde als Sohn des Apothekers Eduard Raschka und dessen Gattin Anna geboren und wuchs mit seinen Geschwistern Ernst und Cornelia auf. Er besuchte die Realschule in Bielitz, leistete seinen Militärdienst ab und studierte danach zwischen 1912 und 1915 an der Technischen Hochschule Wien. 1915 wechselte er an die Akademie der bildenden Künste Wien, wo er die Meisterklasse von Leopold Bauer besuchte. In der Folge des Ausbruchs des Ersten Weltkriegs wurde Raschka zwischen 1916 und 1918 zum Kriegsdienst eingezogen, danach setzte er sein Studium an der Akademie von 1918 bis 1919 bei Franz Krauss fort. 1919 legte er die Diplomprüfung ab.
Raschka arbeitete ab 1920 als selbständiger Architekt und arbeitete ab 1924 mit Ernst Egli zusammen. Danach war er ab 1925 wieder selbständiger Architekt. Raschka wurde 1935 Zivilarchitekt und engagierte sich bereits ab etwa 1933 als Informant des SS-Sicherheitsdienstes. Er wurde um 1933 auch illegales Mitglied der NSDAP. Juni 1938 beantragte er die reguläre Aufnahme in die Partei und wurde rückwirkend zum 1. Mai desselben Jahres aufgenommen (Mitgliedsnummer 6.133.762). 1938 fand er durch ein „Führergeschenk“ eine Anstellung beim Wiener Stadtbauamt, wobei er für das Amt Technik der Gauleitung Wien arbeitete. Nach der Auflösung des Amts im August 1939 erschien Raschka nicht zum Dienst beim Stadtbauamt und wurde in der Folge fristlos entlassen. Daher meldete er sich freiwillig beim Generalkommando XVII 1c der deutschen Abwehr und wurde 1939 drei Monate lang als Informant in Polen eingesetzt. 1940 beantragte er ein Selbstreinigungsverfahren in Zusammenhang mit bei seiner Kündigung erhobenen Vorwürfen und wurde 1941 rehabilitiert.
Während des Zweiten Weltkrieges arbeitete Raschka von 1940 bis 1941 als technischer Aushilfsangestellter in der Abteilung Städtebau der Reichsstatthalterei Niederdonau. Ab 1941 wirkte er als Baureferent der General Direktion für Monopole im Amt des General-Gouverneurs in Krakau, 1942 arbeitete er im Amt für Raumforderung der Regierung des Generalgouvernements. Anfang 1944 wurde er schließlich in Berlin tätig, wo er angeblich im Ministerium für Rüstung und Kriegsproduktion beschäftigt war. Über seinen weiteren Lebens- und Berufsweg nach Kriegsende ist nichts bekannt.
Neben seiner Tätigkeit als Architekt verfasste Raschka fachspezifische Publikationen wie Aufsätze über neue Konstruktionsmöglichkeiten mit Stahlbeton und die Stadtrandverbauung. Er war ab 1922 mit der Sekretärin Isabella Lenius verheiratet und ehelichte 1940 seine zweite Frau, die Graphikerin Valerie Elisabeth Marie Braun v. Braunthal, mit der er einen Sohn (Klaus) hatte. Er geriet dabei in mehrjährige Scheidungsprozesse, in denen er als „unverträglicher, streitsüchtiger Charakter“ beschrieben wurde, der „bis zur Lächerlichkeit von seiner Sendung als Raum- und Städteplaner eingenommen schien“. Auf Grund von Krankheitskosten seiner ersten Frau hatte er hohe Schulden und litt unter ständigen Pfändungen.

## Werke

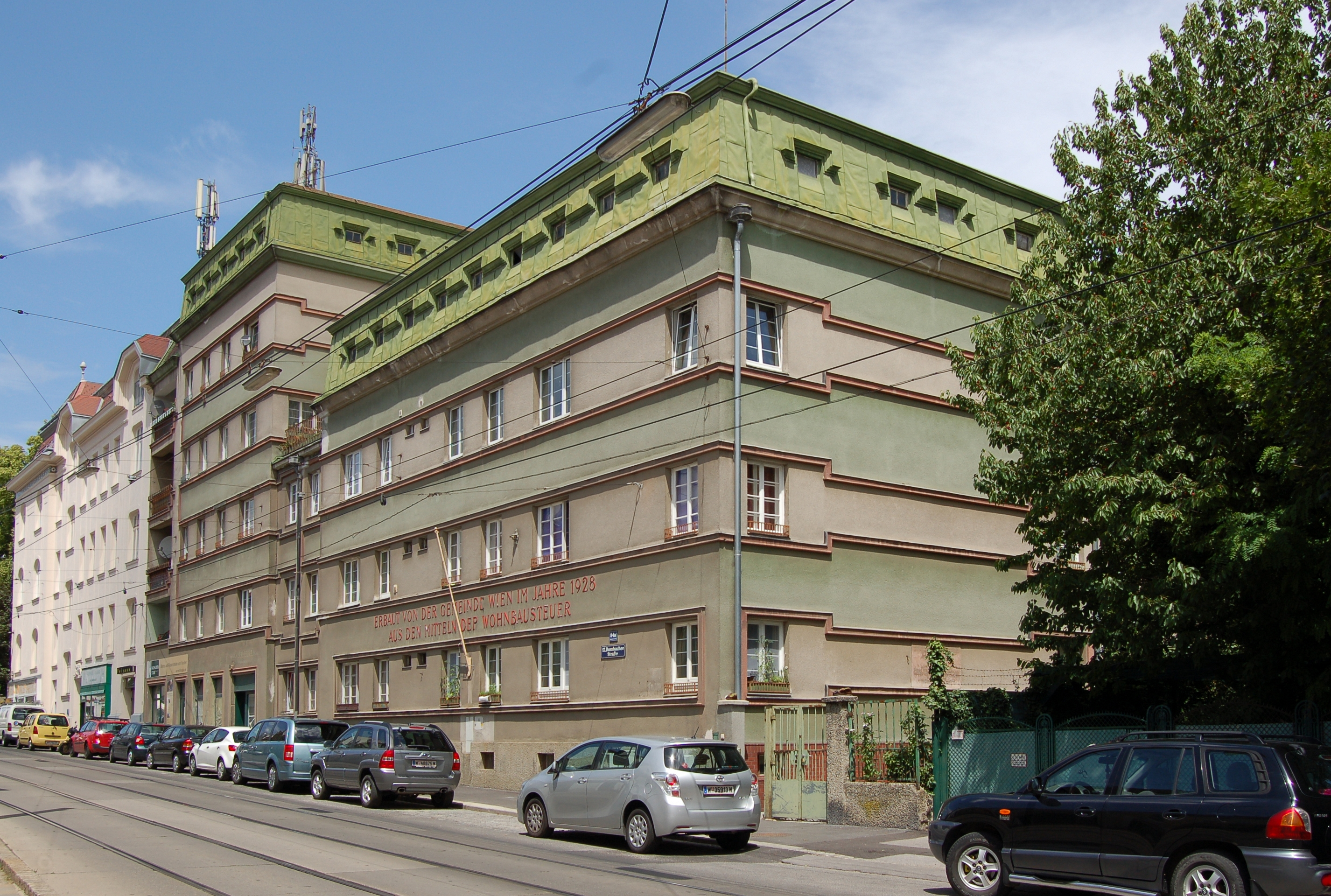
Dornbacher Straße 84A

- Miethaus, Wien-Landstraße, Weyrgasse 5 (1924, mit Ernst Egli)
- Villa, Wien-Währing, Max-Emanuel-Straße 13 (1924, mit Ernst Egli)
- Villa für den Getreidehändler Max Feigl, Wien-Döbling, Scheibengasse 12 (1924–1925)
- Wohnhausanlage der Gemeinde Wien, Wien-Hernals, Dornbacher Straße 84A (1928)
- Wohnhausanlage der Gemeinde Wien, Wien-Penzing, Rupertgasse 5–7 (1930)
- Mehrfamilienhaus, Wien-Döbling, Himmelstraße (1931)